# 小行星2102
小行星2102（2102 Tantalus）是一颗围绕太阳公转的小行星。1975年12月27日，查爾斯·科瓦爾在帕洛马山发现了此天体。
該小行星以希臘神話的人物坦塔洛斯命名。
这颗小行星的绝对星等为15.97等。